# Sint-Joostkerk
De Sint-Joostkerk (ook: Sint-Judocuskerk; Frans: Église Saint-Josse) is een rooms-katholiek kerkgebouw in de brusselse gemeente Sint-Joost-ten-Node, gelegen aan de Leuvensesteenweg 99.

## Architectuur
Het betreft een neobarok bouwwerk. De barokke stijl van de jezuïeten werd als uitgangspunt gekozen, in weerwil van de toen overheersende neogotiek. Reeds in 1864 waren er bouwwerkzaamheden onder architectuur van Frédéric Van der Rit. Het was Jules Jacques Van Ysendyck die in 1867 de werkzaamheden voortzette.
De rijk met frontons en dergelijke versierde voorgevel mondt uit in een vierkante klokkentoren.

## Interieur

Grafmonument van Houwaert

Binnen valt de kerk op door haar imposante brandglasramen en door de figuratief gedecoreerde preekstoel en biechtstoelen. Deze laatste zijn het werk van L. Mortemans (1872). 
Het hoogaltaar is afkomstig uit de Kapellekerk en werd ontworpen door Peter Paul Rubens. De Maria-Tenhemelopneming die hij hiervoor schilderde, was reeds geruime tijd vóór de overbrenging vervangen door een kopie. Ook de zijaltaren zijn 17e-eeuws en komen uit de Kapellekerk.
Uit de vorige Sint-Joostkerk komt de in een muur gemetselde grafsteen van de dichter Jan Baptist Houwaert en zijn echtgenote Catherine Van Cauwenberghe (ca. 1580-1620). Hij toont Houwaert als tuinman en zijn echtgenote in antieke kledij.